# Dombszög
Dombszög (1886-ig Sztosok, szlovákul: Stožok) község Szlovákiában, a Besztercebányai kerületben, a Gyetvai járásban.

## Fekvése
Gyetvától 6 km-re délnyugatra, a Szalatna bal partján fekszik.

## Története
1773-ban említik először, amikor Végles uradalmához tartozott.
A 18. század végén Vályi András így ír róla: „STOSZOK. Tót falu Zólyom Várm. földes Ura H. Eszterházy Uraság, és több Urak, lakosai katolikusok, határja sovány.”
1828-ban 46 házában 365 lakos élt, lakói főként mezőgazdasággal és állattartással foglalkoztak.
Fényes Elek 1851-ben kiadott geográfiai szótárában így ír a faluról: „Sztozsok, tót falu, Zólyom vmegyében, Nógrád szélén: 356 kath. lak. Sovány hegyes határral. F. u. h. Eszterházy. Ut. p. Végles.”
A trianoni diktátumig Zólyom vármegye Nagyszalatnai járásához tartozott.

## Népessége
| Év:            | 1994. | 2004.   | 2014.    | 2024.   |
| -------------- | ----- | ------- | -------- | ------- |
| Emberek száma: | 720   | 704     | 1000     | 1195    |
| Eltérés:       |       | -2,22 % | +42,04 % | +19,5 % |

| Év:            | 2023. | 2024.   |
| -------------- | ----- | ------- |
| Emberek száma: | 1162  | 1195    |
| Eltérés:       |       | +2,83 % |

1910-ben 757, túlnyomórészt szlovák anyanyelvű lakosa volt.
2001-ben 718 lakosából 706 szlovák volt.
2011-ben 936 lakosából 897 szlovák volt.